# Chatonrupt-Sommermont
Chatonrupt-Sommermont település Franciaországban, Haute-Marne megyében. Lakosainak száma 266 fő (2022. január 1.). Chatonrupt-Sommermont Fays, Guindrecourt-aux-Ormes, Joinville, Maizières, Nomécourt, Vecqueville, Autigny-le-Grand, Autigny-le-Petit, Chevillon és Curel községekkel határos.

## Népesség
A település népességének változása:
| Lakosok száma | 281  | 298  | 312  | 298  | 319  | 308  | 298  | 279  | 276  | 266  |
|               | 1968 | 1982 | 1990 | 2006 | 2013 | 2015 | 2017 | 2019 | 2020 | 2022 |